# Fly Alpha
Fly Alpha war eine deutsche Fluggesellschaft mit Sitz in Schwabach und der Basis am Flughafen Nürnberg.

## Geschichte
Im Jahr 2004 gründete Marcus Kaiser die Alpha Exec Flugbetriebs GmbH, die im Januar 2005 das AOC erhielt und daraufhin den Flugbetrieb mit einer Beechcraft King Air B200 aufnahm.
In den folgenden Jahren wurde der Flugbetrieb um zwei weitere Flugzeuge erweitert. Zum Jahreswechsel 2010/2011 erfolgte der Verkauf und die Übernahme durch die Intro Aviation GmbH von Hans Rudolf Wöhrl. Die Firma wurde zugleich in die Flynext Luftverkehrs GmbH umbenannt und das AOC um zwei Airbus A319-100 erweitert. Im Folgenden wurde das Unternehmen nach Berlin verkauft und in Germania Express umbenannt.
Um einen nahtlosen Betrieb der Privatcharter-Sparte mit unverändertem Service sicherzustellen, gründete Marcus Kaiser zeitgleich mit dem Firmenverkauf die Fly Alpha GmbH, die vorübergehend ihre Geschäftsflugzeuge unter der Betriebsgenehmigung der Flynext  bzw. Germania Express betrieb.
Nach fast zwei Jahren Zulassungsarbeit erteilte das Luftfahrt-Bundesamt im Dezember 2012 die eigene Betriebsgenehmigung zum gewerblichen Flugbetrieb und das Unternehmen erlangte wieder seine vollständige Unabhängigkeit.
Fly Alpha wurde 2015 von FAI rent-a-jet übernommen, mit der Muttergesellschaft fusioniert und im Jahr 2019 schließlich geschlossen.

## Dienstleistungen
Fly Alpha führte individuelle Geschäfts- und Privatcharterflüge, VIP-Reisen und Ambulanz- sowie eilige Kleinfrachtflüge durch.

## Flotte
Mit Stand März 2017 bestand die Flotte der Fly Alpha aus zwei Geschäftsreiseflugzeugen:
| Flugzeugtyp                   | Anzahl | Luftfahrzeugkennzeichen | Anmerkungen | Sitzplätze |
| ----------------------------- | ------ | ----------------------- | ----------- | ---------- |
| Beechcraft King Air B350      | 1      | D-CSKY                  |             | 8          |
| Hawker Beechcraft 390 Premier | 1      | D-IDBA                  |             | 6          |
| Gesamt                        | 2      |                         |             |            |